# Eddie Dibbs
Eddie Dibbs (Brooklyn, 23 de fevereiro de 1951) é um ex-tenista profissional estadunidense.
Eddie Dibbs conhecido como Fast Eddie, foi n. 5 da ATP, em 1978.